# Indywidualne Mistrzostwa Europy w Grass Tracku 1980
Indywidualne Mistrzostwa Europy na torze trawiastym 1980 – zawody żużlowe, mające na celu wyłonienie medalistów indywidualnych mistrzostw Europy na torze trawiastym w sezonie 1980. W finale zwyciężył Niemiec Willi Stauch.

## Finał
- Bad Waldsee, 13 lipca 1980

| Msc. | Zawodnik           | Klub            | Pkt |  |  |
| ---- | ------------------ | --------------- | --- |  |  |
| 1    | Willi Stauch       | RFN             | 25  |  |  |
| 2    | Gerald Short       | Wielka Brytania | 21  |  |  |
| 3    | Sture Lindblom     | Szwecja         | 21  |  |  |
| 4    | Trevor Banks       | Wielka Brytania | 18  |  |  |
| 5    | Les Collins        | Wielka Brytania | 15  |  |  |
| 6    | Skjold Larsen      | Dania           | 13  |  |  |
| 7    | Roelof Thijs       | Holandia        | 11  |  |  |
| 8    | Ilkka Teromaa      | Finlandia       | 9   |  |  |
| 9    | Josef Maucher      | RFN             | 8   |  |  |
| 10   | Steen Rasmussen    | Dania           | 7   |  |  |
| 11   | Günther Brackland  | RFN             | 7   |  |  |
| 12   | Ab De Groot        | Holandia        | 6   |  |  |
| 13   | Hans Johansson     | Szwecja         | 4   |  |  |
| 14   | Wim de Haas        | Holandia        | 4   |  |  |
| 15   | Karl Erik Claesson | Szwecja         | 1   |  |  |
| 16   | Franz Kolbeck      | RFN             | 0   |  |  |
| 17   | Simon Wigg         | Wielka Brytania | 0   |  |  |
| 18   | Wolfgang Zuck      | RFN             | 0   |  |  |